# Belleville Trio
Belleville Trio är en jazztrio baserad i Stockholm. Gruppen bildades i början av 2020-talet och hämtar sin inspiration från den franske gitarristen Django Reinhardt och den traditionella romska jazztraditionen. Trion består av klarinettisten Olof Danfelter samt Gitarristerna Malcolm Lindgren och Victor Edlind. Gruppens repertoar består av både tolkningar av klassiska kompositioner och egna originalverk.
Belleville Trio har snabbt etablerat sig på den svenska Gypsy jazz-scenen och har bland annat genomfört flera konserter i samarbete med Stockholms Konserthus. År 2024 medverkade trion som musiker vid riksmötets öppnande i Sveriges riksdag. Trion är en del av programmet "SEB Young Artists" och medverkar regelbundet vid evenemang arrangerade av Skandinaviska Enskilda Banken (SEB).
Gruppen har även engagerat sig i att främja gypsy jazz-genren i Sverige, bland annat i samarbete med det svenska Django Reinhardt-sällskapet.